# Somebody That I Used to Know
Somebody That I Used to Know – piosenka belgijsko-australijskiego muzyka Gotye oraz nowozelandzkiej piosenkarki Kimbry. W piosence wykorzystano sample z utworu Seville brazylijskiego gitarzysty Luiza Bonfy.
Piosenka zajmowała przez 8 tygodni pierwsze miejsce Australijskiej Listy Przebojów, będąc największym rodzimym przebojem od czasów piosenki Truly Madly Deeply zespołu Savage Garden. W Australii singiel zdobył status 10-krotnej platyny. Piosenka zajmowała także przez 18 tygodni pierwsze miejsce na Liście Przebojów Programu Trzeciego, ustanawiając nowy rekord tej listy, który wcześniej należał do grupy Queen i utworu „These Are the Days of Our Lives”. W podsumowaniu wszech czasów Listy Przebojów Programu Trzeciego zajmuje 4. miejsce. 1 stycznia 2012 roku utwór zadebiutował w Topie Wszech Czasów Radiowej Trójki na 76. miejscu jako najwyżej notowana nowość, w 2013 roku był na 65.miejscu, w 2014 roku na 83. miejscu, a w 2015 roku na 98. miejscu. Cyfrowy plik „Somebody That I Used to Know” sprzedał się w ilości 13 milionów kopii, stając się najlepiej sprzedającym się plikiem muzycznym.
W podsumowaniu rocznym 2012 piosenka stała się nr 1 w Billboard Hot 100 i Canadian Hot 100.
Teledysk do piosenki w serwisie YouTube, na dzień 21 października 2021 miał około 1,7 miliarda wyświetleń. Był najlepiej sprzedającym się na świecie utworem w 2012 roku.
Przeróbek tego utworu dokonali m.in. Sharron Levy w „The Voice of Germany” i kanadyjski zespół Walk off the Earth grając ten utwór w 5 osób na jednej gitarze.

## Notowania
| Kraj                        | Lista                   | Miejsce | Status                          |
| --------------------------- | ----------------------- | ------- | ------------------------------- |
| Australia                   | ARIA                    | 1.      | 10x platynowa płyta (ARIA)      |
| Austria                     | Ö3 Austria Top 40       | 1.      | 2x platynowa płyta (IFPI)       |
| Belgia ( Region Waloński)   | Ultratop 40             | 1.      | 3x platynowa płyta (BEA)        |
| Belgia ( Region Flamandzki) | Ultratop 50             | 1.      | 3x platynowa płyta (BEA)        |
| Dania                       | Tracklisten             | 1.      | 2x platynowa płyta (IFPI)       |
| Finlandia                   | Suomen virallinen lista | 1.      | złota płyta (Musiikkituottajat) |
| Niemcy                      | Media Control Charts    | 1.      | 5x złota płyta (BVMI)           |
| Włochy                      | FIMI                    | 1.      | 2x platynowa płyta (FIMI)       |
| Meksyk                      | Monitor Latino          | 1.      | 5x platynowa płyta (AMPROFON)   |
| Nowa Zelandia               | RIANZ                   | 1.      | 5x platynowa płyta (RIANZ)      |
| Hiszpania                   | PROMUSICAE              | 3.      | platynowa płyta (PROMUSICAE)    |
| Szwajcaria                  | Schweizer Hitparade     | 2.      | 3x platynowa płyta (IFPI)       |
| Szwecja                     | Sverigetopplistan       | 1.      | platynowa płyta (GLF)           |
| Stany Zjednoczone           | Billboard Hot 100       | 1.      | 6x platynowa płyta (RIAA)       |

### Notowania utworu w Polsce
| Lista                                                          | Pozycja |
| -------------------------------------------------------------- | ------- |
| Gorąca 20 (Radio Eska)                                         | 1       |
| NRD (Najlepsza Rockowa Dwudziestka) (Eska Rock)                | 1       |
| Lista Przebojów Programu Trzeciego (Polskie Radio Program III) | 1       |
| Lista Przebojów Radia Merkury (Radio Merkury)                  | 1       |
| Lista Przebojów Radia ZET (Radio ZET)                          | 1       |
| Lista Przebojów Radia Złote Przeboje (Radio Złote Przeboje)    | 1       |
| POPLista (RMF FM)                                              | 1       |
| RDN Lista Przebojów (RDN Małopolska)                           | 1       |
| Szczecińska Lista Przebojów (Radio Szczecin)                   | 1       |

## Wersja Walk off the Earth
W styczniu 2012 roku, kanadyjska indierockowa grupa Walk off the Earth zamieściła cover utworu Somebody That I Used to Know na YouTube. Wersja wyróżnia się wykorzystaniem jednej gitary, na której jednocześnie gra wszystkich pięciu członków zespołu. Zespół wykonał utwór na żywo w Ellen Show, ponownie na jednej gitarze. Do dnia 30 lipca 2013 utwór w ich wykonaniu miał ponad 153,3 milionów odsłon na YouTube. Wersja zespołu Walk off the Earth jest dostępna do pobrania z iTunes.